# 新潟県立有恒高等学校
新潟県立有恒高等学校（にいがたけんりつ ゆうこうこうとうがっこう、英: Niigata Prefectural Yuukou High School）は、新潟県上越市板倉区針にある県立高等学校。

## 経緯
有恒高校の前身である私立有恒学舎は、1896年（明治29年）、私財を投じた当時29歳の増村朴斎により、独力で創立された。かつては“西の松下村塾、東の有恒学舎”とも呼ばれており、朴斎の教えは現在の有恒高校にも受け継がれている。有恒学舎創立の時に、元幕臣の勝海舟が校名を書き送った。また、1906年（明治39年）からは会津八一が4年間在職し、英語を教えた。

## 設置学科
- 普通科

## 沿革

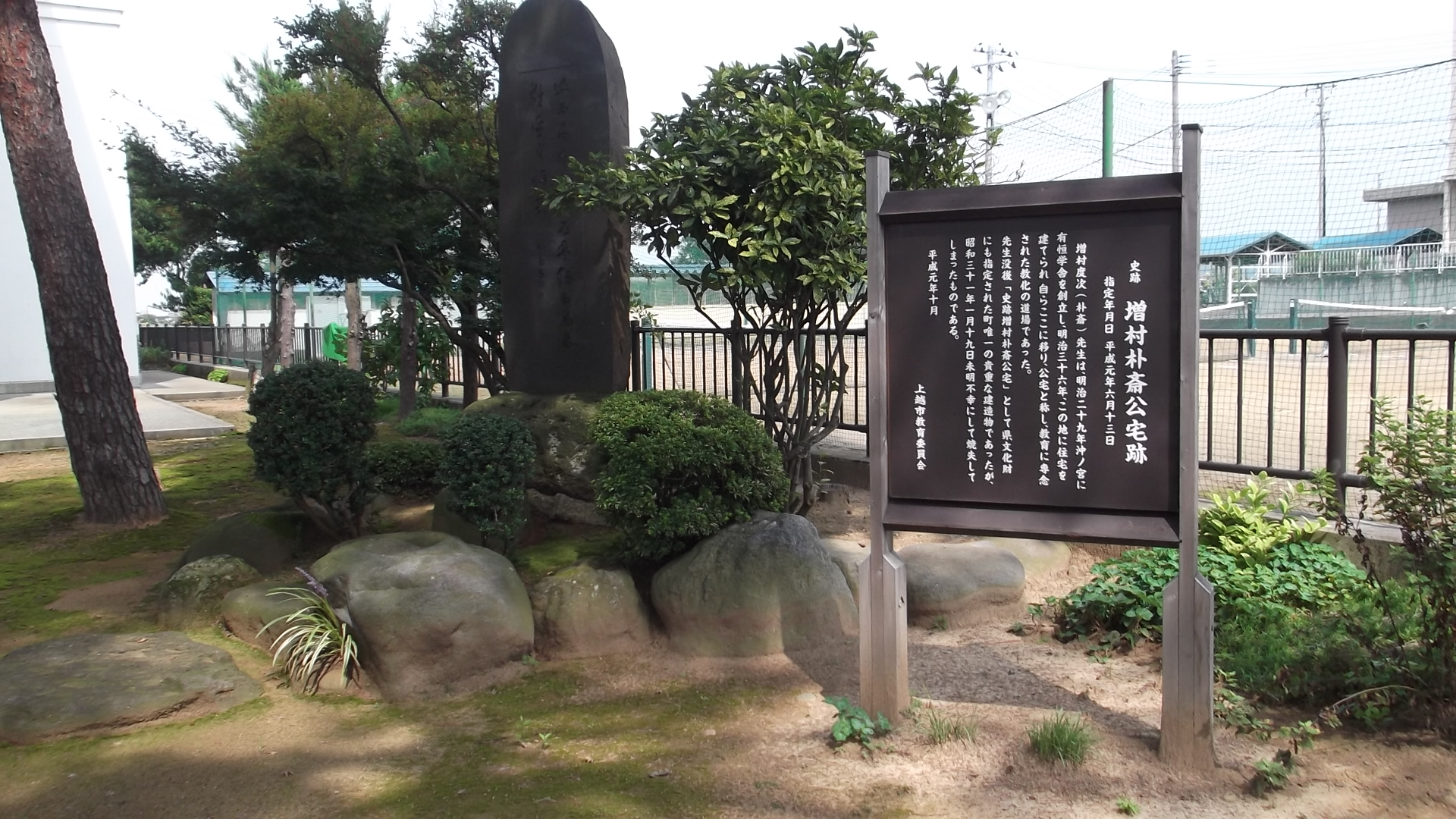
増村朴斎公宅跡（新潟県上越市板倉区）

- 1895年（明治28年）7月15日 - 私立有恒学舎設立許可（修業年数3年、入学資格高等小学校4年終了）。
- 1896年（明治29年）
  - 4月10日 - 仮教場浄覚寺において開校式挙行、勝海舟より「有恒学舎」の書が届けられる。
  - 7月29日 - 校舎建築竣工。
  - 9月1日 - 寄宿寮竣工。
- 1897年（明治30年）11月 - 校舎増築竣工。
- 1899年（明治32年）4月1日 - 規則改定し従来の3年を本科とし、更に高等科を設ける。
- 1902年（明治35年）3月19日 - 文部大臣より輔仁財団（学校経営補助機関）設立許可。
- 1903年（明治36年）9月1日 - 舎主公宅及び付属塾竣工。
- 1907年（明治40年）
  - 2月 - 規則改正し4月（新学年）より従来の本科3年、高等科2年を併合して5年制とする（入学資格高等小学2年終了）。
  - 3月21日 - 専門高校入学者検定規定第8条第1号により指定。
- 1921年（大正10年）10月 - 増村朴斎、新潟県教育会長に推薦される。
- 1926年（大正15年）7月13日 - 雨天体操場竣工（最寄28ヶ町村寄附）。
- 1928年（昭和3年）9月9日 - 久邇宮・同妃が台臨する。
- 1929年（昭和4年）11月1日 - 参謀総長鈴木荘六陸軍大将が来学、講演を行う。
- 1931年（昭和6年）3月19日 - 輔仁財団を解散し、財団法人有恒学舎設立許可。
- 1940年（昭和15年）11月 - 増村朴斎、教育及び社会教化功労者として藍綬褒章を授与される。
- 1942年（昭和17年）5月18日 - 増村朴斎、逝去（5月22日に有恒学舎講堂において学舎葬を執行）。
- 1943年（昭和18年）4月1日 - 中学校令により有恒中学校設置許可。
- 1948年（昭和23年）11月18日 - 北川木造校舎増築竣工。
- 1950年（昭和25年）4月1日 - 定時制課程（男女共学）併置。
- 1951年（昭和26年）4月1日 - 板倉村立有恒高等学校（定時制）開校（私立有恒高等学校定時制を吸収）、私立有恒高等学校（全日制）男女共学となる。
- 1957年（昭和32年）
  - 2月 - 特別教室増築竣工。
  - 8月8日 - 特別・普通教室竣工。
- 1960年（昭和35年）4月1日 - 家庭科設置、第1期改築工事完成、鉄筋3階9教室・家庭科校舎落成。
- 1961年（昭和36年）
  - 3月31日 - 第2期工事（本館）完成。
  - 5月18日 - 改築落成記念式典挙行。
- 1963年（昭和38年）11月9日 - グラウンド拡張完工。
- 1964年（昭和39年）
  - 4月1日 - 私立有恒高等学校及び町立有恒高等学校を新潟県に移管、新潟県立有恒高等学校として全日制課程普通科4学級募集となる。
  - 5月18日 - 学校法人有恒高等学校閉校式、県立有恒高等学校開校式挙行。
- 1965年（昭和40年）6月18日 - 創設者増村舎主銅像除幕式。
- 1966年（昭和41年）11月15日 - 体育館建設用地拡張。
- 1968年（昭和43年）6月14日 - 増村朴斎先生生誕100年・体育館落成記念式典挙行。
- 1973年（昭和48年）8月6日 - 特別教室棟（西）竣工。
- 1974年（昭和49年）9月13日 - プール竣工。
- 1982年（昭和57年）
  - 3月15日 - 特別教室棟（西）竣工。
  - 11月5日 - 増村朴斎記念館竣工、開館式典挙行。
- 1983年（昭和58年）12月6日 - 格技場竣工。
- 1985年（昭和60年）6月28日 - 管理教室棟竣工。
- 1986年（昭和61年）10月25日 - 校舎落成。
- 1990年（平成2年）8月31日 - 屋外グランド大改修竣工、野球バックネット竣工。
- 1993年（平成3年）10月29日 - 体育館大改修竣工。
- 1995年（平成5年）11月2日 - 体育館大規模改修竣工。
- 1997年（平成7年）10月28日 - 創立100周年記念碑除幕式開催。

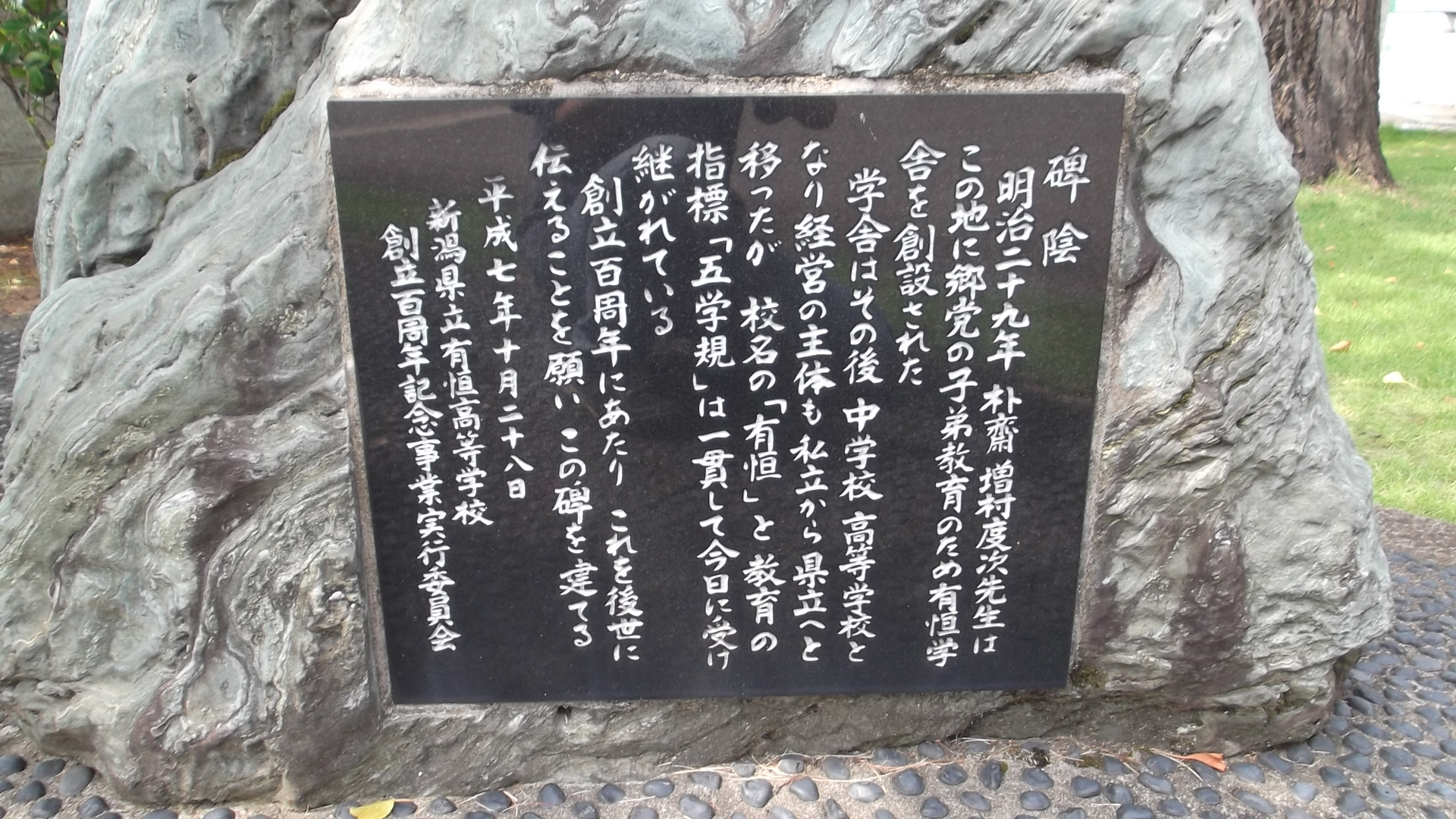
創立100周年記念碑（新潟県上越市板倉区）

- 2000年（平成12年）9月7日 - テニスコート大規模改修竣工。
- 2002年（平成14年）9月30日 - 特別教室棟（東棟）大規模改修完工。
- 2006年（平成18年）9月5日 - 情報処理室PC新機種入れ換え。
- 2009年（平成21年）5月20日 - オンリーワンスクール推進事業開始。
- 2011年（平成23年）12月5日 - 特別教室棟改修・補強建築工事竣工。
- 2012年（平成24年）3月31日 - オンリーワンスクール推進事業終了。
- 2014年（平成26年）5月26日 - 「確かな学力に係る実践的調査研究」指定校に指定。（2014年 - 2016年度まで指定）

## 部活動
- 運動部 - バスケットボール（男）、バドミントン、卓球、総合スポーツ（テニスほか）
- 文化部 - 吹奏楽、美術

## 教育目標

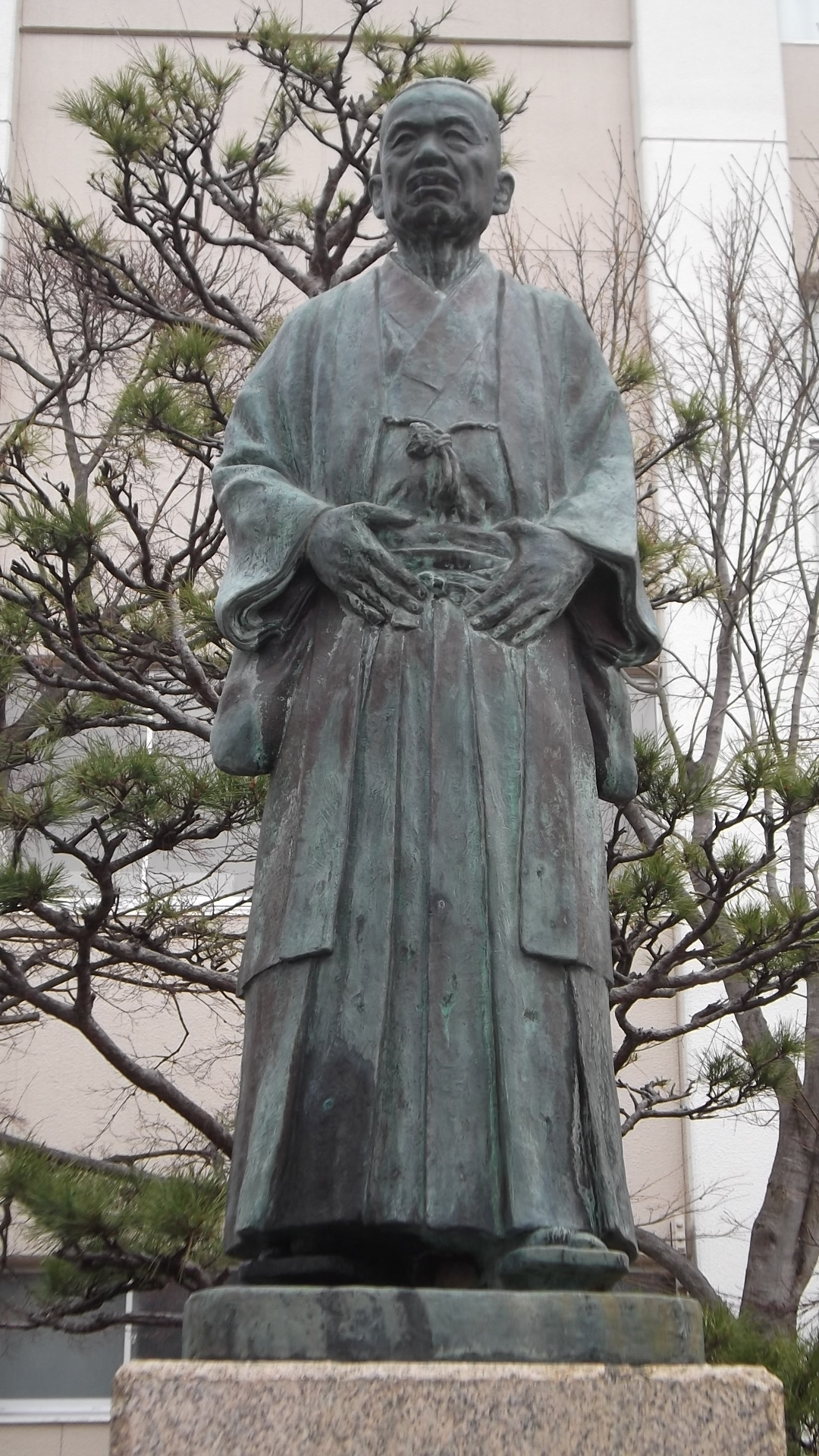
創立者である増村朴斎先生の銅像（新潟県上越市板倉区）

増村朴斎先生の建学の精神に則り、徳性を涵養し進んで社会に貢献する人材を育成する。増村朴斎の校訓「三綱領五学規」 の教えは現在の有恒高等学校にも受け継がれている。

### 三綱領
1. 君子は義に喩り小人は利に喩る。
2. 人為さざるありて而る後に以って為すあるべし。
3. 公を先にし私を後にす。

### 五学規
1. 志気充実にして操守堅固なるべし。
2. 質朴剛毅の風を養い深く惰弱と軽薄とを戒むべし。
3. 礼譲を重んじ虚飾の風を除くべし。
4. 勤勉励精生徒たる本分を尽くすべし。
5. 摂生に注意し身体の強健を図るべし。

## 校歌
作詞：川合直次、作曲：小林礼

## アクセス
- えちごトキめき鉄道新井駅からバスで15分
- えちごトキめき鉄道・妙高はねうまライン高田駅からバスで30分

## 著名な出身者
- 長嶺喜一（陸軍中将、独立混成第六十二旅団長）
- 清水泰次（歴史学者、早稲田大学教授）
- 北島忠治（元明治大学ラグビー部監督）
- 佐川清（佐川急便創業者）